# 조인호 (법조인)
조인호(趙仁鎬, 1958년 ~)는 제51대 대전지방법원장을 역임한 법조인이다.

## 생애
조인호는 1958년 서울시에서 태어났다. 대광초등학교를 거쳐 1977년 서라벌고등학교와 1981년 서울대학교 법학과를 졸업하고 1982년 제24회 사법시험에 합격했다. 14기 사법연수원을 수료하고 1985년 1월부터 3년동안 육군 보통군법회의 검찰관을 거쳐 1988년 3월 대구지방법원 판사에 임용되었다. 이후 대구지방법원 김천지원, 수원지방법원, 서울지방법원 북부지원, 서울지방법원 동부지원, 서울고등법원 판사를 거쳐 1998년 9월 대법원 조세조 재판연구관을 지냈다. 2002년 2월에는 6개월 과정의 미국 버클리대학 방문학자 연수를 떠났다가 돌아온 8월에 서울중앙지방법원 동부지원 부장판사에 임명되었다. 이후 2014년 2월에 법원장으로 승진할 때까지 서울중앙지방법원, 부산고등법원, 서울고등법원에서 부장판사를 하였으며 2014년 2월에 대전지방법원 법원장에 임명되어 제24대 대전광역시선거관리위원회 위원장을 겸직하다가 2016년 2월에 퇴직하여 변호사 조인호 법률사무소를 개업했다.
대전지방법원장에 재직할 때 법원에서 근무하는 6급 공무원이 법원 내부 통신망에 세월호 사고와 관련하여 "해양에서 발생하는 사고는 구조가 어려울 수 있는데 모든 잘못을 정부에 뒤집어 씌워 좌파 정부를 세울려고 하는 이들이 있다. 이제 유가족의 피맺힌 한은 알아서 풀라고 하라"는 내용의 글을 게시한 것이 밝혀지자 세월호 희생자 대전시민 추모위원회가 대전지방법원을 찾아 법원장에게 항의서한을 전달하기 위해 면담을 요청했으나 청원경찰이 가로 막으며 거부했다. 이후 전명선 세월호 유가족대책위원회 부위원장과 세월호참사 대전대책회의 공동대표와의 면담을 하면서 "내부직원용 게시판에 달린 댓글 일부 문구만 발췌, 왜곡됐다고 볼 측면도 있지만, 그것이 유가족들에게 상처를 주게 된 점에 대해 깊은 유감스럽게 생각한다"고 했다.